# Памятные монеты Приднестровья
Памятные монеты Приднестровья — монеты, выпускаемые Приднестровским республиканским банком с 2000 года по настоящее время.

## Номинал и внешний вид монет
В 2000-2023 годах Приднестровский республиканский банк выпустил свыше 492 коллекционных и юбилейных монет из драгоценных, а также недрагоценных металлов и сплавов, из которых 226 монет — юбилейные (из недрагоценных сплавов и металлов, таких как алюминий, биметалл, сталь, медно-никелевый сплав и т.д.) и коллекционных 266 монет (из драгоценных металлов, таких как серебро и золото). Также для регулярного чекана в 2014 году были выпущены монеты, имеющие шестиугольную, квадратную, круглую и пятиугольную форму, и сделанные из композитного материала (номиналом 1, 3, 5 и 10 рублей).

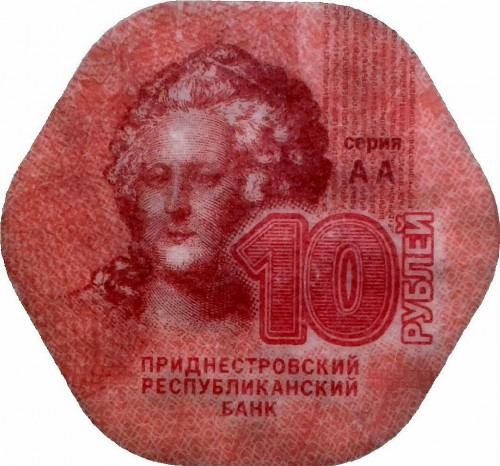
Приднестровская монета регулярного чекана номиналом 10 рублей

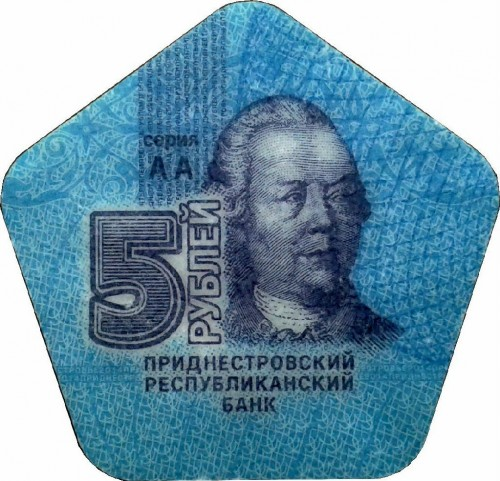
Приднестровская монета регулярного чекана номиналом 5 рублей

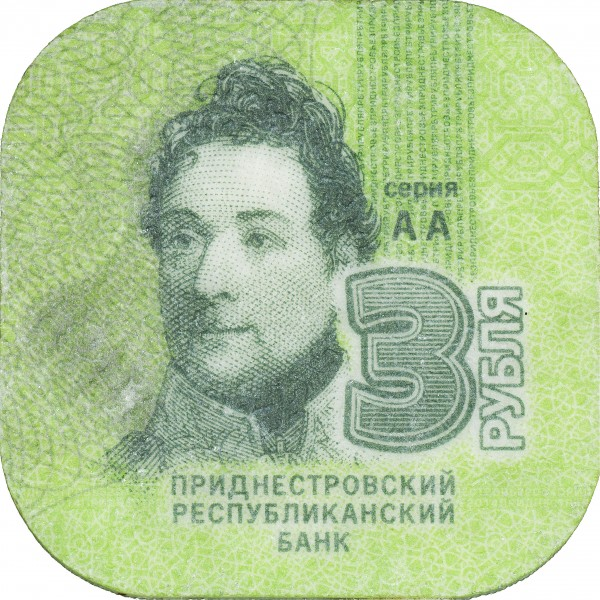
Приднестровская монета регулярного чекана номиналом 3 рубля

Основные темы выпускаемых памятных монет - известные достопримечательности Приднестровья, годовщины Великой Отечественной войны, знаки зодиака и т.д..
Официальная денежная единица в Приднестровской Молдавской республике с 1994 года является приднестровский рубль () и приднестровская копейка.
Все памятные, юбилейные монеты и монеты регулярного чекана были отчеканены на Тираспольском монетном дворе, который был основан в 2005 году. Он расположен в электроаппаратном заводе в столице Приднестровья - Тирасполь.

## Статистика
За всю историю существования Приднестровской Молдавской республики (2000-по наши дни) было выпущено 513 разновидностей монет. В них входят 4 монеты из алюминиевой бронзы, 3 монеты из биметаллического сплава, 24 монеты из золота 999 пробы, 4 монеты из композитного материала (пластмассы), 2 монеты из латуни покрытой серебром, 5 монет из алюминия, 2 монеты из медно-никилевого сплава, 238 монет из серебра 925 пробы, 2 монеты из стали с бронзовым покрытием, 2 монеты из стали с латунным покрытием, 1 монета из стали с никелевым и серебряным покрытием, 223 монеты из стали с никелевым покрытием и 3 монеты из стали с никелевым покрытием с позолотой.
| Сводная таблица выпуска монет по годам и материалу | Сводная таблица выпуска монет по годам и материалу | Сводная таблица выпуска монет по годам и материалу | Сводная таблица выпуска монет по годам и материалу | Сводная таблица выпуска монет по годам и материалу | Сводная таблица выпуска монет по годам и материалу | Сводная таблица выпуска монет по годам и материалу | Сводная таблица выпуска монет по годам и материалу | Сводная таблица выпуска монет по годам и материалу | Сводная таблица выпуска монет по годам и материалу | Сводная таблица выпуска монет по годам и материалу | Сводная таблица выпуска монет по годам и материалу | Сводная таблица выпуска монет по годам и материалу | Сводная таблица выпуска монет по годам и материалу | Сводная таблица выпуска монет по годам и материалу | Сводная таблица выпуска монет по годам и материалу | Сводная таблица выпуска монет по годам и материалу | Сводная таблица выпуска монет по годам и материалу | Сводная таблица выпуска монет по годам и материалу | Сводная таблица выпуска монет по годам и материалу | Сводная таблица выпуска монет по годам и материалу | Сводная таблица выпуска монет по годам и материалу | Сводная таблица выпуска монет по годам и материалу | Сводная таблица выпуска монет по годам и материалу | Сводная таблица выпуска монет по годам и материалу | Сводная таблица выпуска монет по годам и материалу |
|                                                    | 2000                                               | 2001                                               | 2002                                               | 2003                                               | 2004                                               | 2005                                               | 2006                                               | 2007                                               | 2008                                               | 2009                                               | 2010                                               | 2011                                               | 2012                                               | 2013                                               | 2014                                               | 2015                                               | 2016                                               | 2017                                               | 2018                                               | 2019                                               | 2020                                               | 2021                                               | 2022                                               | 2023                                               | Всего                                              |
| -------------------------------------------------- | -------------------------------------------------- | -------------------------------------------------- | -------------------------------------------------- | -------------------------------------------------- | -------------------------------------------------- | -------------------------------------------------- | -------------------------------------------------- | -------------------------------------------------- | -------------------------------------------------- | -------------------------------------------------- | -------------------------------------------------- | -------------------------------------------------- | -------------------------------------------------- | -------------------------------------------------- | -------------------------------------------------- | -------------------------------------------------- | -------------------------------------------------- | -------------------------------------------------- | -------------------------------------------------- | -------------------------------------------------- | -------------------------------------------------- | -------------------------------------------------- | -------------------------------------------------- | -------------------------------------------------- | -------------------------------------------------- |
| Алюминиевая бронза                                 | 1                                                  |                                                    | 1                                                  |                                                    |                                                    | 2                                                  |                                                    |                                                    |                                                    |                                                    |                                                    |                                                    |                                                    |                                                    |                                                    |                                                    |                                                    |                                                    |                                                    |                                                    |                                                    |                                                    |                                                    |                                                    | 4                                                  |
| Биметалл                                           |                                                    |                                                    |                                                    |                                                    |                                                    |                                                    |                                                    |                                                    |                                                    |                                                    |                                                    | 2                                                  |                                                    |                                                    |                                                    | 1                                                  |                                                    |                                                    |                                                    |                                                    |                                                    |                                                    |                                                    |                                                    | 3                                                  |
| Золото 999                                         |                                                    | 9                                                  |                                                    |                                                    |                                                    | 1                                                  | 2                                                  | 2                                                  | 3                                                  | 3                                                  | 2                                                  |                                                    |                                                    |                                                    |                                                    |                                                    |                                                    |                                                    |                                                    |                                                    |                                                    | 2                                                  |                                                    |                                                    | 24                                                 |
| Композитный материал                               |                                                    |                                                    |                                                    |                                                    |                                                    |                                                    |                                                    |                                                    |                                                    |                                                    |                                                    |                                                    |                                                    |                                                    | 4                                                  |                                                    |                                                    |                                                    |                                                    |                                                    |                                                    |                                                    |                                                    |                                                    | 4                                                  |
| Латунь с серебряным покрытием                      |                                                    |                                                    |                                                    |                                                    |                                                    |                                                    |                                                    |                                                    |                                                    |                                                    |                                                    |                                                    |                                                    |                                                    |                                                    |                                                    | 2                                                  |                                                    |                                                    |                                                    |                                                    |                                                    |                                                    |                                                    | 2                                                  |
| Алюминий                                           | 3                                                  |                                                    |                                                    |                                                    |                                                    | 2                                                  |                                                    |                                                    |                                                    |                                                    |                                                    |                                                    |                                                    |                                                    |                                                    |                                                    |                                                    |                                                    |                                                    |                                                    |                                                    |                                                    |                                                    |                                                    | 5                                                  |
| Медно-никилевый сплав                              | 2                                                  |                                                    |                                                    |                                                    |                                                    |                                                    |                                                    |                                                    |                                                    |                                                    |                                                    |                                                    |                                                    |                                                    |                                                    |                                                    |                                                    |                                                    |                                                    |                                                    |                                                    |                                                    |                                                    |                                                    | 2                                                  |
| Серебро 925                                        |                                                    | 13                                                 | 6                                                  | 3                                                  | 4                                                  | 18                                                 | 17                                                 | 21                                                 | 20                                                 | 5                                                  | 3                                                  | 12                                                 | 11                                                 | 3                                                  | 6                                                  | 7                                                  | 6                                                  | 12                                                 | 16                                                 | 11                                                 | 27                                                 | 8                                                  | 9                                                  |                                                    | 238                                                |
| Сталь с бронзовым покрытием                        |                                                    |                                                    |                                                    |                                                    |                                                    | 2                                                  |                                                    |                                                    |                                                    |                                                    |                                                    |                                                    |                                                    |                                                    |                                                    |                                                    |                                                    |                                                    |                                                    |                                                    |                                                    |                                                    |                                                    |                                                    | 2                                                  |
| Сталь с латунным покрытием                         |                                                    |                                                    |                                                    |                                                    |                                                    |                                                    |                                                    |                                                    |                                                    |                                                    |                                                    |                                                    |                                                    |                                                    |                                                    |                                                    |                                                    |                                                    |                                                    | 2                                                  | 2                                                  |                                                    | 2                                                  | 2                                                  | 2                                                  |
| Сталь с никелевым и серебряным покрытием           |                                                    |                                                    |                                                    |                                                    |                                                    |                                                    |                                                    |                                                    |                                                    |                                                    |                                                    |                                                    |                                                    |                                                    |                                                    |                                                    |                                                    |                                                    |                                                    |                                                    |                                                    | 1                                                  |                                                    |                                                    | 1                                                  |
| Сталь с никелевым покрытием                        |                                                    |                                                    |                                                    |                                                    |                                                    |                                                    |                                                    |                                                    |                                                    |                                                    |                                                    |                                                    |                                                    |                                                    | 9                                                  | 7                                                  | 21                                                 | 28                                                 | 13                                                 | 25                                                 | 33                                                 | 59                                                 | 2                                                  | 32                                                 | 223                                                |
| Сталь с никелевым покрытием с позолотой            |                                                    |                                                    |                                                    |                                                    |                                                    |                                                    |                                                    |                                                    |                                                    |                                                    |                                                    |                                                    |                                                    |                                                    |                                                    |                                                    |                                                    | 2                                                  |                                                    |                                                    |                                                    | 1                                                  |                                                    |                                                    | 3                                                  |
| Всего                                              | 6                                                  | 22                                                 | 7                                                  | 3                                                  | 4                                                  | 25                                                 | 19                                                 | 23                                                 | 23                                                 | 8                                                  | 5                                                  | 14                                                 | 11                                                 | 3                                                  | 19                                                 | 15                                                 | 29                                                 | 42                                                 | 29                                                 | 38                                                 | 62                                                 | 69                                                 | 13                                                 | 34                                                 | 513                                                |

## Монеты регулярного чекана (ходовые монеты)
В 2014 году в Приднестровье были выпущены монеты ограниченного тиража номиналом 1, 3, 5, 10 рублей. Главная тематика монет - известные полководцы, инженеры и императоры Российской Империи.
| Номинал   | Структура            | Цвет                            | Форма         | Толщина      | Гурт    | Реверс | Аверс | Вид (аверс/реверс) |
| --------- | -------------------- | ------------------------------- | ------------- | ------------ | ------- | --- | --- | ------------------ |
| 1 рубль   | композитный материал | жёлто-коричневая цветовая гамма | круг          | около 1,2 мм | гладкий | На оборотной стороне монеты: ромбовидная сетка с нанесением логотипа «ПРБ», под ним – обозначение номинала «ОДИН РУБЛЬ», в нижнем правом углу логотипа – год образца «2014»    | На лицевой стороне монеты: в центре - портрет А.В. Суворова, под ним – текст «ПРИДНЕСТРОВСКИЙ РЕСПУБЛИКАНСКИЙ БАНК», слева – обозначение номинала «1 РУБЛЬ» с вертикальным написание текста, над номиналом – текст «серия АА»                 |                    |
| 3 рубля   | композитный материал | зелёная цветовая гамма          | квадрат       | около 1,2 мм | гладкий | На оборотной стороне монеты: ромбовидная сетка с нанесением логотипа «ПРБ», под ним – обозначение номинала «ТРИ РУБЛЯ», в нижнем правом углу логотипа – год образца «2014»     | На лицевой стороне монеты: в центре - портрет Ф.П. Де-Волана, под ним – текст «ПРИДНЕСТРОВСКИЙ РЕСПУБЛИКАНСКИЙ БАНК», справа – обозначение номинала «3 РУБЛЯ» с вертикальным написание текста, над номиналом – текст «серия АА»               |                    |
| 5 рублей  | композитный материал | синяя цветовая гамма            | пятиугольник  | около 1,2 мм | гладкий | На оборотной стороне монеты: ромбовидная сетка с нанесением логотипа «ПРБ», под ним – обозначение номинала «ПЯТЬ РУБЛЕЙ», в нижнем правом углу логотипа – год образца «2014»   | На лицевой стороне монеты: в центре - портрет П.А. Румянцева-Задунайского, под ним – текст «ПРИДНЕСТРОВСКИЙ РЕСПУБЛИКАНСКИЙ БАНК», справа – обозначение номинала «5 РУБЛЕЙ» с вертикальным написание текста, над номиналом – текст «серия АА» |                    |
| 10 рублей | композитный материал | красно-оранжевая цветовая гамма | шестиугольник | около 1,2 мм | гладкий | На оборотной стороне монеты: ромбовидная сетка с нанесением логотипа «ПРБ», под ним – обозначение номинала «ДЕСЯТЬ РУБЛЕЙ», в нижнем правом углу логотипа – год образца «2014» | На лицевой стороне монеты: в центре - портрет Екатерины II, под ним – текст «ПРИДНЕСТРОВСКИЙ РЕСПУБЛИКАНСКИЙ БАНК», справа – обозначение номинала «10 РУБЛЕЙ» с вертикальным написание текста, над номиналом – текст «серия АА»               |                    |

## Юбилейные монеты из недрагоценных металлов и сплавов
Первая юбилейная монета Приднестровской Молдавской республики была напечатана в 2014 году. Она входила в серию из 8 монет «Города Приднестровья» и была сделана из стали с никелевым покрытием.

### Серия монет из недрагоценных монет и сплавов «Города Приднестровья»
Ниже представлен перечень (список) всех памятных монет из недрагоценных металлов серии «Города Приднестровья»: Тирасполь (1792), Бендеры (1408), Рыбница (1628), Дубоссары (1795), Слободзея (1863), Григориополь (1792), Каменка (1654) и Днестровск (1961).
| Номинал | Год выпуска | Структура                   | Диаметр | Толщина | Гурт    | В честь города | Реверс | Аверс | Вид (аверс/реверс) |
| ------- | ----------- | --------------------------- | ------- | ------- | ------- | -------------- | --- | --- | ------------------ |
| 1 рубль | 2014        | сталь с никелевым покрытием | 22,0 мм | 1,9 мм  | гладкий | Тирасполь      | На оборотной стороне монеты: в центре – изображение памятника А.В. Суворову на фоне плана Тираспольской крепости, вверху – год основания города                                  | На лицевой стороне монеты: в центре – изображение государственного герба Приднестровской Молдавской Республики; по кругу – надписи: вверху «ПРИДНЕСТРОВСКИЙ РЕСПУБЛИКАНСКИЙ БАНК», внизу – «1 РУБЛЬ»; в нижней части под гербом – год выпуска монеты «2014» |                    |
| 1 рубль | 2014        | сталь с никелевым покрытием | 22,0 мм | 1,9 мм  | гладкий | Бендеры        | На оборотной стороне монеты: в центре – изображение Бендерской крепости, вверху – год основания города                                                                           | На лицевой стороне монеты: в центре – изображение государственного герба Приднестровской Молдавской Республики; по кругу – надписи: вверху «ПРИДНЕСТРОВСКИЙ РЕСПУБЛИКАНСКИЙ БАНК», внизу – «1 РУБЛЬ»; в нижней части под гербом – год выпуска монеты «2014» |                    |
| 1 рубль | 2014        | сталь с никелевым покрытием | 22,0 мм | 1,9 мм  | гладкий | Рыбница        | На оборотной стороне монеты: в центре – изображение стелы, раскрытой книги, олицетворяющей летопись города, на фоне металлургического предприятия, вверху – год основания города | На лицевой стороне монеты: в центре – изображение государственного герба Приднестровской Молдавской Республики; по кругу – надписи: вверху «ПРИДНЕСТРОВСКИЙ РЕСПУБЛИКАНСКИЙ БАНК», внизу – «1 РУБЛЬ»; в нижней части под гербом – год выпуска монеты «2014» |                    |
| 1 рубль | 2014        | сталь с никелевым покрытием | 22,0 мм | 1,9 мм  | гладкий | Дубоссары      | На оборотной стороне монеты: в центре – изображение стелы на фоне Дубоссарской гидроэлектростанции, вверху – год основания города                                                | На лицевой стороне монеты: в центре – изображение государственного герба Приднестровской Молдавской Республики; по кругу – надписи: вверху «ПРИДНЕСТРОВСКИЙ РЕСПУБЛИКАНСКИЙ БАНК», внизу – «1 РУБЛЬ»; в нижней части под гербом – год выпуска монеты «2014» |                    |
| 1 рубль | 2014        | сталь с никелевым покрытием | 22,0 мм | 1,9 мм  | гладкий | Слободзея      | На оборотной стороне монеты: в центре – изображение скульптурной группы аграриев, вверху – год основания города                                                                  | На лицевой стороне монеты: в центре – изображение государственного герба Приднестровской Молдавской Республики; по кругу – надписи: вверху «ПРИДНЕСТРОВСКИЙ РЕСПУБЛИКАНСКИЙ БАНК», внизу – «1 РУБЛЬ»; в нижней части под гербом – год выпуска монеты «2014» |                    |
| 1 рубль | 2014        | сталь с никелевым покрытием | 22,0 мм | 1,9 мм  | гладкий | Григориополь   | На оборотной стороне монеты: в центре – изображение Вознесенского собора, вверху – год основания города                                                                          | На лицевой стороне монеты: в центре – изображение государственного герба Приднестровской Молдавской Республики; по кругу – надписи: вверху «ПРИДНЕСТРОВСКИЙ РЕСПУБЛИКАНСКИЙ БАНК», внизу – «1 РУБЛЬ»; в нижней части под гербом – год выпуска монеты «2014» |                    |
| 1 рубль | 2014        | сталь с никелевым покрытием | 22,0 мм | 1,9 мм  | гладкий | Каменка        | На оборотной стороне монеты: в центре – изображение городского Дома культуры, вверху – год основания города                                                                      | На лицевой стороне монеты: в центре – изображение государственного герба Приднестровской Молдавской Республики; по кругу – надписи: вверху «ПРИДНЕСТРОВСКИЙ РЕСПУБЛИКАНСКИЙ БАНК», внизу – «1 РУБЛЬ»; в нижней части под гербом – год выпуска монеты «2014» |                    |
| 1 рубль | 2014        | сталь с никелевым покрытием | 22,0 мм | 1,9 мм  | гладкий | Днестровск     | На оборотной стороне монеты: в центре – изображение памятника Прометею на фоне линий ЛЭП, вверху – год основания города                                                          | На лицевой стороне монеты: в центре – изображение государственного герба Приднестровской Молдавской Республики; по кругу – надписи: вверху «ПРИДНЕСТРОВСКИЙ РЕСПУБЛИКАНСКИЙ БАНК», внизу – «1 РУБЛЬ»; в нижней части под гербом – год выпуска монеты «2014» |                    |

### Серия монет из недрагоценных металлов и сплавов «Государственность Приднестровья»
В 2015, 2017, 2020 и 2021 годах В ПМР было выпущено 12 монет из серии «Государственность Приднестровья».
Ниже представлен перечень (список) всех памятных монет из недрагоценных металлов серии «Государственность Приднестровья»: 25 лет образования ПМР, 25-я годовщина образования таможенных органов ПМР,  25 лет Приднестровскому республиканскому банку, 30 лет образования ПМР, 25 лет Конституции ПМР, 30 лет финансовой системе ПМР, 30 лет Вооруженным силам ПМР, 30 лет со дня образования Арбитражного Суда ПМР, Национальная денежная единица, 30 лет со дня образования Верховного Суда ПМР.
| Номинал   | Год выпуска | Структура                     | Диаметр | Толщина | Гурт    | Годовщина или событие                             | Реверс | Аверс | Вид (аверс/реверс) |
| --------- | ----------- | ----------------------------- | ------- | ------- | ------- | ------------------------------------------------- | --- | --- | ------------------ |
| 1 рубль   | 2015        | сталь с никелевым покрытием   | 22,0 мм | 1,9 мм  | гладкий | 25 лет образования ПМР                            | На оборотной стороне монеты: в центре – в лучах восходящего солнца изображение летящих голубей –символа мира, над ним надпись – «ПРИДНЕСТРОВСКАЯ МОЛДАВСКАЯ РЕСПУБЛИКА», справа надпись – «25 ЛЕТ», внизу на стилизованной под флаг ПМР ленте надпись – «1990-2015»                                                                           | На лицевой стороне монеты: в центре – изображение государственного герба Приднестровской Молдавской Республики; по кругу – надписи: вверху – «ПРИДНЕСТРОВСКИЙ РЕСПУБЛИКАНСКИЙ БАНК», внизу – год выпуска монеты «2015»; в нижней части под гербом – номинал «1 РУБЛЬ»                                   |                    |
| 25 рублей | 2015        | латунь (кольцо), сталь (диск) | 29 мм   | 2,2 мм  | гладкий | 25 лет образования ПМР                            | На оборотной стороне монеты: в центре диска на фоне солнца крупным планом надпись «25 ЛЕТ», под ней – стилизованные колосья; по кругу надпись – «ОБРАЗОВАНИЯ ПРИДНЕСТРОВСКОЙ МОЛДАВСКОЙ РЕСПУБЛИКИ» | На лицевой стороне монеты: в центре – изображение государственного герба Приднестровской Молдавской Республики; по кругу – надписи: вверху – «ПРИДНЕСТРОВСКИЙ РЕСПУБЛИКАНСКИЙ БАНК», внизу – год выпуска монеты «2015»; в верхней части над гербом – номинал «25», в нижней части под гербом – «РУБЛЕЙ» |                    |
| 1 рубль   | 2017        | сталь с никелевым покрытием   | 22,0 мм | 1,9 мм  | гладкий | 25-я годовщина образования таможенных органов ПМР | На оборотной стороне монеты: в центре – изображение двух скрещенных кадуцея, являющихся элементом герба таможенных органов ПМР, над ним – надпись «25 ЛЕТ ТАМОЖЕННЫМ ОРГАНАМ ПМР»; внизу – надпись «2017», изображение лавровой ветви | На лицевой стороне монеты: в центре – изображение государственного герба Приднестровской Молдавской Республики; по кругу – надписи: вверху – «ПРИДНЕСТРОВСКИЙ РЕСПУБЛИКАНСКИЙ БАНК», внизу – год выпуска монеты «2017»; в нижней части под гербом – номинал «1 РУБЛЬ».                                  |                    |
| 25 рублей | 2017        | сталь с никелевым покрытием   | 29 мм   | 2,2 мм  | гладкий | 25 лет Приднестровскому республиканскому банку    | На оборотной стороне монеты: в центре – графическое изображение рубля, обрамлённое колосом; под ним – надпись «25 ЛЕТ ПРБ» | На лицевой стороне монеты: в центре – изображение Государственного герба Приднестровской Молдавской Республики; по кругу – надписи: вверху – «ПРИДНЕСТРОВСКИЙ РЕСПУБЛИКАНСКИЙ БАНК», внизу – «25 РУБЛЕЙ»; в нижней части под гербом – «2017»                                                            |                    |
| 1 рубль   | 2020        | сталь с никелевым покрытием   | 22,0 мм | 1,9 мм  | гладкий | 30 лет образования ПМР                            | На оборотной стороне монеты: в центре – надпись «30 ЛЕТ ПМР», справа от неё графическое изображение территории республики в лучах солнца, слева – гирлянда из колосьев пшеницы и початков кукурузы, фруктов, виноградных гроздей, перевитых лентой с надписями «ПМР» и «РМН»; внизу справа – надпись «1990-2020»                              | На лицевой стороне монеты: в центре – изображение Государственного герба Приднестровской Молдавской Республики; по кругу – надписи: вверху – «ПРИДНЕСТРОВСКИЙ РЕСПУБЛИКАНСКИЙ БАНК», внизу – год выпуска монеты «2020»; в нижней части под гербом – номинал «1 РУБЛЬ»                                   |                    |
| 25 рублей | 2020        | сталь с никелевым покрытием   | 29 мм   | 2,2 мм  | гладкий | 30 лет образования ПМР                            | На оборотной стороне монеты: в центре – на фоне лучей солнца изображение текста Постановления о провозглашении суверенного государства – Приднестровской Молдавской Республики; вверху – надпись «ТРИДЦАТЬ ЛЕТ ОБРАЗОВАНИЯ ПМР», справа – надпись «30» на фоне колосьев, под ней – стилизованный флаг ПМР в цвете                             | На лицевой стороне монеты: в центре – изображение Государственного герба Приднестровской Молдавской Республики; по кругу – надписи: вверху – «ПРИДНЕСТРОВСКИЙ РЕСПУБЛИКАНСКИЙ БАНК», внизу – «25 РУБЛЕЙ»; в нижней части под гербом – «2020»                                                            |                    |
| 25 рублей | 2020        | сталь с никелевым покрытием   | 29 мм   | 2,2 мм  | гладкий | 25 лет Конституции ПМР                            | На оборотной стороне монеты: в центре – изображение книги с надписью «КОНСТИТУЦИЯ ПМР», вверху – надпись в две строки «25 ЛЕТ»; внизу на фоне колосьев – надпись «1995-2020» | На лицевой стороне монеты: в центре – изображение Государственного герба Приднестровской Молдавской Республики; по кругу – надписи: вверху – «ПРИДНЕСТРОВСКИЙ РЕСПУБЛИКАНСКИЙ БАНК», внизу – «25 РУБЛЕЙ»; в нижней части под гербом – «2020»                                                            |                    |
| 25 рублей | 2021        | сталь с никелевым покрытием   | 29 мм   | 2,2 мм  | гладкий | 30 лет финансовой системе ПМР                     | На оборотной стороне монеты: в центре – надпись в две строки «30 ЛЕТ», изображение символа рубля ПМР, справа – графическое изображение территории ПМР и символов восходящего развития, вверху – изображение платежной карты и полукругом – надпись: «ФИНАНСОВАЯ СИСТЕМА ПМР»                                                                  | На лицевой стороне монеты: в центре – изображение Государственного герба Приднестровской Молдавской Республики; по кругу – надписи: вверху– «ПРИДНЕСТРОВСКИЙ РЕСПУБЛИКАНСКИЙ БАНК», внизу – «25 РУБЛЕЙ»; в нижней части под гербом – «2021»                                                             |                    |
| 25 рублей | 2021        | сталь с никелевым покрытием   | 29 мм   | 2,2 мм  | гладкий | 30 лет Вооруженным силам ПМР                      | На оборотной стороне монеты: в центре – стилизованное изображение пятиконечной звезды, в середине которой в две строки надпись: «АРМИЯ ПРИДНЕСТРОВЬЯ», на лучах звезды слева – надпись «1991», справа – надпись «2021»; вверху по кругу – надпись: «ВООРУЖЕННЫЕ СИЛЫ ПМР», внизу в две строки – надпись «30 ЛЕТ» в обрамлении лавровых ветвей | На лицевой стороне монеты: в центре – изображение Государственного герба Приднестровской Молдавской Республики; по кругу – надписи: вверху– «ПРИДНЕСТРОВСКИЙ РЕСПУБЛИКАНСКИЙ БАНК», внизу – «25 РУБЛЕЙ»; в нижней части под гербом – «2021»                                                             |                    |
| 25 рублей | 2021        | сталь с никелевым покрытием   | 29 мм   | 2,2 мм  | гладкий | 30 лет со дня образования Арбитражного Суда ПМР   | На оборотной стороне монеты: в центре – изображение Фемиды – богини правосудия, справа – надпись «30 ЛЕТ», вверху по кругу – надпись: «АРБИТРАЖНЫЙ СУД ПМР», внизу – надпись «1991-2021» в обрамлении лавровых ветвей | На лицевой стороне монеты: в центре – изображение Государственного герба Приднестровской Молдавской Республики; по кругу – надписи: вверху– «ПРИДНЕСТРОВСКИЙ РЕСПУБЛИКАНСКИЙ БАНК», внизу – «25 РУБЛЕЙ»; в нижней части под гербом – «2021»                                                             |                    |
| 1 рубль   | 2021        | сталь с никелевым покрытием   | 22,0 мм | 1,9 мм  | гладкий | Национальная денежная единица                     | На оборотной стороне монеты: в центре – цифра «1», обрамленная стилизованным колосом, под ней надпись: «РУБЛЬ» | На лицевой стороне монеты: в центре – изображение Государственного герба Приднестровской Молдавской Республики; по кругу – надписи: вверху «ПРИДНЕСТРОВСКИЙ РЕСПУБЛИКАНСКИЙ БАНК», внизу – год выпуска монеты «2021»; в нижней части под гербом – номинал «1 РУБЛЬ»                                     |                    |
| 25 рублей | 2021        | сталь с никелевым покрытием   | 29 мм   | 2,2 мм  | гладкий | 30 лет со дня образования Верховного Суда ПМР     | На оборотной стороне монеты: в центре – изображение Фемиды – богини правосудия, слева в две строки – надпись: «30 ЛЕТ», слева от неё полукругом – надпись: «ВЕРХОВНОМУ СУДУ ПМР» | На лицевой стороне монеты: в центре – изображение Государственного герба Приднестровской Молдавской Республики; по кругу – надписи: вверху– «ПРИДНЕСТРОВСКИЙ РЕСПУБЛИКАНСКИЙ БАНК», внизу – «25 РУБЛЕЙ»; в нижней части под гербом – «2021»                                                             |                    |

### Серия монет из недрагоценных металлов и сплавов «Православные храмы Приднестровья»
| Номинал | Год выпуска | Структура                   | Диаметр | Толщина | Гурт    | Собор, церковь или монастырь               | Реверс | Аверс | Вид (аверс/реверс) |
| ------- | ----------- | --------------------------- | ------- | ------- | ------- | ------------------------------------------ | --- | --- | ------------------ |
| 1 рубль | 2014        | сталь с никелевым покрытием | 22,0 мм | 1,9 мм  | гладкий | Свято-Вознесенский Ново-Нямецкий монастырь | На оборотной стороне монеты: в центре – изображение государственного герба Приднестровской Молдавской Республики; по кругу – надписи: вверху – «ПРИДНЕСТРОВСКИЙ РЕСПУБЛИКАНСКИЙ БАНК», внизу – год выпуска монеты «2014»; в нижней части под гербом – номинал «1 РУБЛЬ» | На лицевой стороне монеты: в центре – изображение Государственного герба Приднестровской Молдавской Республики; по кругу – надписи: вверху – «ПРИДНЕСТРОВСКИЙ РЕСПУБЛИКАНСКИЙ БАНК», внизу – год выпуска монеты «2014»; в нижней части под гербом – номинал «1 РУБЛЬ» |                    |
| 1 рубль | 2015        | сталь с никелевым покрытием | 22,0 мм | 1,9 мм  | гладкий | Собор Преображения Господня                | На оборотной стороне монеты: в центре – изображение Собора Преображения Господня г. Бендеры, над ним надпись «Собор Преображения Господня г. Бендеры»; слева – надпись «1815-2015»                                                                                      | На лицевой стороне монеты: в центре – изображение Государственного герба Приднестровской Молдавской Республики; по кругу – надписи: вверху – «ПРИДНЕСТРОВСКИЙ РЕСПУБЛИКАНСКИЙ БАНК», внизу – год выпуска монеты «2015»; в нижней части под гербом – номинал «1 РУБЛЬ» |                    |
| 1 рубль | 2015        | сталь с никелевым покрытием | 22,0 мм | 1,9 мм  | гладкий | Никольский Собор                           | На оборотной стороне монеты: в центре – изображение Никольского собора, над ним надпись «1804»; по кругу – надписи: вверху – «Никольский собор», внизу – «Тирасполь» | На лицевой стороне монеты: в центре – изображение Государственного герба Приднестровской Молдавской Республики; по кругу – надписи: вверху – «ПРИДНЕСТРОВСКИЙ РЕСПУБЛИКАНСКИЙ БАНК», внизу – год выпуска монеты «2015»; в нижней части под гербом – номинал «1 РУБЛЬ» |                    |
| 1 рубль | 2016        | сталь с никелевым покрытием | 22,0 мм | 1,9 мм  | гладкий | Кирилло-Мефодиевская церковь               | На оборотной стороне монеты: в центре – изображение Кирилло-Мефодиевской церкви, над ним – надпись «1997»; по кругу – надписи: вверху – «ХРАМ СВЯТЫХ РАВНОАПОСТОЛЬНЫХ КИРИЛЛА И МЕФОДИЯ», внизу – «г. ДНЕСТРОВСК»                                                       | На лицевой стороне монеты: в центре – изображение Государственного герба Приднестровской Молдавской Республики; по кругу – надписи: вверху – «ПРИДНЕСТРОВСКИЙ РЕСПУБЛИКАНСКИЙ БАНК», внизу – год выпуска монеты «2016»; в нижней части под гербом – номинал «1 РУБЛЬ» |                    |
| 1 рубль | 2016        | сталь с никелевым покрытием | 22,0 мм | 1,9 мм  | гладкий | Храм во имя Софии, премудрости Божией      | На оборотной стороне монеты: в центре – изображение храма во имя Софии, Премудрости Божией, под ним – надпись «2016»; по кругу – надписи: вверху – «ХРАМ СОФИИ – ПРЕМУДРОСТИ БОЖИЕЙ», внизу – «СТРОЕНЦЫ»                                                                | На лицевой стороне монеты: в центре – изображение Государственного герба Приднестровской Молдавской Республики; по кругу – надписи: вверху – «ПРИДНЕСТРОВСКИЙ РЕСПУБЛИКАНСКИЙ БАНК», внизу – год выпуска монеты «2016»; в нижней части под гербом – номинал «1 РУБЛЬ» |                    |
| 1 рубль | 2017        | сталь с никелевым покрытием | 22,0 мм | 1,9 мм  | гладкий | Кафедральный собор всех святых             | На оборотной стороне монеты: в центре – изображение Кафедрального собора Всех Святых, над ним – надпись «1797»; по кругу – надписи: вверху – «КАФЕДРАЛЬНЫЙ СОБОР ВСЕХ СВЯТЫХ», внизу – «г. ДУБОССАРЫ»                                                                   | На лицевой стороне монеты: в центре – изображение Государственного герба Приднестровской Молдавской Республики; по кругу – надписи: вверху – «ПРИДНЕСТРОВСКИЙ РЕСПУБЛИКАНСКИЙ БАНК», внизу – год выпуска монеты «2017»; в нижней части под гербом – номинал «1 РУБЛЬ» |                    |
| 1 рубль | 2018        | сталь с никелевым покрытием | 22,0 мм | 1,9 мм  | гладкий | Церковь Святого Андрея Первозванного       | На оборотной стороне монеты: в центре – изображение церкви святого Андрея Первозванного, над ним надпись «1793»; по кругу – надписи: вверху «ЦЕРКОВЬ СВЯТОГО АНДРЕЯ ПЕРВОЗВАННОГО», внизу – «ТИРАСПОЛЬ»                                                                 | На лицевой стороне монеты: в центре – изображение Государственного герба Приднестровской Молдавской Республики; по кругу – надписи: вверху – «ПРИДНЕСТРОВСКИЙ РЕСПУБЛИКАНСКИЙ БАНК», внизу – год выпуска монеты «2018»; в нижней части под гербом – номинал «1 РУБЛЬ» |                    |
| 1 рубль | 2018        | сталь с никелевым покрытием | 22,0 мм | 1,9 мм  | гладкий | Церковь Покрова Пресвятой Богородицы       | На оборотной стороне монеты: в центре – изображение Церкви Покрова Пресвятой Богородицы, над ним надпись «1998»; по кругу – надписи: вверху – «ЦЕРКОВЬ ПОКРОВА ПРЕСВЯТОЙ БОГОРОДИЦЫ», внизу – «г. ТИРАСПОЛЬ»                                                            | На лицевой стороне монеты: в центре – изображение Государственного герба Приднестровской Молдавской Республики; по кругу – надписи: вверху – «ПРИДНЕСТРОВСКИЙ РЕСПУБЛИКАНСКИЙ БАНК», внизу – год выпуска монеты «2018»; в нижней части под гербом – номинал «1 РУБЛЬ» |                    |
| 1 рубль | 2019        | сталь с никелевым покрытием | 22,0 мм | 1,9 мм  | гладкий | Михайло-Архангельский собор                | На оборотной стороне монеты: в центре – изображение Михайло-Архангельского собора, над ним надпись «2006»; по кругу – надписи: вверху «МИХАИЛО-АРХАНГЕЛЬСКИЙ СОБОР», внизу – «г. РЫБНИЦА»                                                                               | На лицевой стороне монеты: в центре – изображение Государственного герба Приднестровской Молдавской Республики; по кругу – надписи: вверху – «ПРИДНЕСТРОВСКИЙ РЕСПУБЛИКАНСКИЙ БАНК», внизу – год выпуска монеты «2019»; в нижней части под гербом – номинал «1 РУБЛЬ» |                    |
| 1 рубль | 2019        | сталь с никелевым покрытием | 22,0 мм | 1,9 мм  | гладкий | Собор Рождества Христова                   | На оборотной стороне монеты: в центре – изображение собора Рождества Христова, над ним надпись «2000»; по кругу – надписи: вверху «СОБОР РОЖДЕСТВА ХРИСТОВА», внизу – «г. ТИРАСПОЛЬ»                                                                                    | На лицевой стороне монеты: в центре – изображение Государственного герба Приднестровской Молдавской Республики; по кругу – надписи: вверху – «ПРИДНЕСТРОВСКИЙ РЕСПУБЛИКАНСКИЙ БАНК», внизу – год выпуска монеты «2019»; в нижней части под гербом – номинал «1 РУБЛЬ» |                    |
| 1 рубль | 2020        | сталь с никелевым покрытием | 22,0 мм | 1,9 мм  | гладкий | Церковь Александра Невского                | На оборотной стороне монеты: в центре – изображение церкви Александра Невского, над ним – надпись «1833»; вверху слева направо – надпись «ЦЕРКОВЬ АЛЕКСАНДРА НЕВСКОГО», внизу – надпись «БЕНДЕРЫ»                                                                       | На лицевой стороне монеты: в центре – изображение Государственного герба Приднестровской Молдавской Республики; по кругу – надписи: вверху – «ПРИДНЕСТРОВСКИЙ РЕСПУБЛИКАНСКИЙ БАНК», внизу – год выпуска монеты «2020»; в нижней части под гербом – номинал «1 РУБЛЬ» |                    |
| 1 рубль | 2020        | сталь с никелевым покрытием | 22,0 мм | 1,9 мм  | гладкий | Собор Вознесения Господня                  | На оборотной стороне монеты: в центре – изображение Собора, над ним – надпись «1864»; вверху слева направо – надпись «СОБОР ВОЗНЕСЕНИЯ ГОСПОДНЯ», внизу – надпись «КИЦКАНЫ»                                                                                             | На лицевой стороне монеты: в центре – изображение Государственного герба Приднестровской Молдавской Республики; по кругу – надписи: вверху – «ПРИДНЕСТРОВСКИЙ РЕСПУБЛИКАНСКИЙ БАНК», внизу – год выпуска монеты «2020»; в нижней части под гербом – номинал «1 РУБЛЬ» |                    |
| 1 рубль | 2021        | сталь с никелевым покрытием | 22,0 мм | 1,9 мм  | гладкий | Церковь Успения Пресвятой Богородицы       | На оборотной стороне монеты: в центре – изображение церкви и колокольни, над ним справа – надпись «1800»; вверху по кругу слева направо – надпись: «ЦЕРКОВЬ УСПЕНИЯ ПРЕСВЯТОЙ БОГОРОДИЦЫ», внизу – надпись: «ВОРОНКОВО»                                                 | На лицевой стороне монеты: в центре – изображение Государственного герба Приднестровской Молдавской Республики; по кругу – надписи: вверху – «ПРИДНЕСТРОВСКИЙ РЕСПУБЛИКАНСКИЙ БАНК», внизу – год выпуска монеты «2021»; в нижней части под гербом – номинал «1 РУБЛЬ» |                    |

### Серия монет из недрагоценных металлов и сплавов «Приднестровье. Ценности, события и лица»
| Номинал   | Год выпуска | Структура                       | Диаметр  | Толщина | Гурт    | Событие                             | Реверс | Аверс | Вид (аверс/реверс) |
| --------- | ----------- | ------------------------------- | -------- | ------- | ------- | ----------------------------------- | --- | --- | ------------------ |
| 1 рубль   | 2017        | сталь с никелевым покрытием     | 22,0 мм  | 1,9 мм  | гладкий | 25 лет Бендерской трагедии          | На оборотной стороне монеты: в центре – памятник, исполненный в виде стилизованной открытой часовни; справа – надпись «25 ЛЕТ БЕНДЕРСКОЙ ТРАГЕДИИ 19.06.1992», внизу – две гвоздики. | На лицевой стороне монеты: в центре – изображение Государственного герба Приднестровской Молдавской Республики; по кругу – надписи: вверху – «ПРИДНЕСТРОВСКИЙ РЕСПУБЛИКАНСКИЙ БАНК», внизу – год выпуска монеты «2017»; в нижней части под гербом – номинал «1 РУБЛЬ». |                    |
| 25 рублей | 2021        | сталь с покрытием белым никелем | 28,65 мм | 2,2 мм  | гладкий | 2021 - Год молодёжи в Приднестровье | На оборотной стороне монеты: в центре – графическое изображение в профиль девушки и парня на фоне солнечных лучей, исходящих от молодого ростка, вверху – по кругу надпись «ГОД МОЛОДЕЖИ»; внизу – цифры 20 и 21, разделённые ростком молодого дерева, под ними по кругу надпись «В ПРИДНЕСТРОВЬЕ». | На лицевой стороне монеты: в центре – изображение Государственного герба Приднестровской Молдавской Республики; по кругу – надписи: вверху – «ПРИДНЕСТРОВСКИЙ РЕСПУБЛИКАНСКИЙ БАНК», внизу – «25 РУБЛЕЙ»; в нижней части под гербом – «2021».                          |                    |

### Серия монет из недрагоценных металлов и сплавов «Международные события и ценности»
| Номинал   | Год выпуска | Структура                       | Диаметр  | Толщина | Гурт    | Событие                          | Реверс | Аверс | Вид (аверс/реверс) |
| --------- | ----------- | ------------------------------- | -------- | ------- | ------- | -------------------------------- | --- | --- | ------------------ |
| 25 рублей | 2021        | сталь с покрытием белым никелем | 28,65 мм | 2,2 мм  | гладкий | Международный год мира и доверия | На оборотной стороне монеты: в центре – изображение летящего голубя с веточкой в клюве на фоне земного шара; вверху – по кругу надпись «МЕЖДУНАРОДНЫЙ ГОД МИРА И ДОВЕРИЯ». | На лицевой стороне монеты: в центре – изображение Государственного герба Приднестровской Молдавской Республики; по кругу – надписи: вверху – «ПРИДНЕСТРОВСКИЙ РЕСПУБЛИКАНСКИЙ БАНК», внизу – «25 РУБЛЕЙ»; в нижней части под гербом – «2021». |                    |

### Серия монет из недрагоценных металлов и сплавов «Древние крепости на Днестре»
| Номинал | Год выпуска | Структура                       | Диаметр | Толщина | Гурт    | Крепость               | Реверс | Аверс | Вид (аверс/реверс) |
| ------- | ----------- | ------------------------------- | ------- | ------- | ------- | ---------------------- | --- | --- | ------------------ |
| 3 рубля | 2021        | сталь с покрытием белым никелем | 24,0 мм | 1,9 мм  | гладкий | Бендерская крепость    | На оборотной стороне монеты: в центре – изображение Бендерской крепости; вверху – лента с надписью «БЕНДЕРСКАЯ КРЕПОСТЬ», ниже – стилизованная розетка, на которой указан год основания крепости – «1538».       | На лицевой стороне монеты: в центре - изображение Государственного герба Приднестровской Молдавской Республики; по кругу – надписи: вверху– «ПРИДНЕСТРОВСКИЙ РЕСПУБЛИКАНСКИЙ БАНК», внизу – год выпуска монеты «2021»; в нижней части под гербом – номинал «3 РУБЛЯ». |                    |
| 3 рубля | 2021        | сталь с покрытием белым никелем | 24,0 мм | 1,9 мм  | гладкий | Тираспольская крепость | На оборотной стороне монеты: в центре – изображение Тираспольской крепости; вверху – лента с надписью «ТИРАСПОЛЬСКАЯ КРЕПОСТЬ», ниже – стилизованная розетка, на которой указан год основания крепости – «1793». | На лицевой стороне монеты: в центре - изображение Государственного герба Приднестровской Молдавской Республики; по кругу – надписи: вверху– «ПРИДНЕСТРОВСКИЙ РЕСПУБЛИКАНСКИЙ БАНК», внизу – год выпуска монеты «2021»; в нижней части под гербом – номинал «3 РУБЛЯ». |                    |

### Серия монет из недрагоценных металлов и сплавов «Дело жизни»
| Номинал   | Год выпуска | Структура                   | Диаметр  | Толщина | Гурт    | Лица                                    | Реверс | Аверс | Вид (аверс/реверс) |
| --------- | ----------- | --------------------------- | -------- | ------- | ------- | --------------------------------------- | --- | --- | ------------------ |
| 3 рубля   | 2021        | сталь с никелевым покрытием | 24,0 мм  | 1,9 мм  | гладкий | С благодарностью медицинским работникам | На оборотной стороне монеты: в центре – стилизованное изображение ладоней, держащих сердце, креста – одного из символов медицины; внизу – надпись: «СОХРАНЯЯ ЖИЗНИ». | На лицевой стороне монеты: в центре – изображение Государственного герба Приднестровской Молдавской Республики; по кругу – надписи: вверху– «ПРИДНЕСТРОВСКИЙ РЕСПУБЛИКАНСКИЙ БАНК», внизу – «3 РУБЛЯ»; в нижней части под гербом – «2021».   |                    |
| 25 рублей | 2021        | сталь с никелевым покрытием | 28,65 мм | 2,2 мм  | гладкий | С благодарностью медицинским работникам | На оборотной стороне монеты: в центре – стилизованное изображение ладоней, держащих сердце, креста – одного из символов медицины; внизу – надпись: «СОХРАНЯЯ ЖИЗНИ». | На лицевой стороне монеты: в центре – изображение Государственного герба Приднестровской Молдавской Республики; по кругу – надписи: вверху– «ПРИДНЕСТРОВСКИЙ РЕСПУБЛИКАНСКИЙ БАНК», внизу – «25 РУБЛЕЙ»; в нижней части под гербом – «2021». |                    |

### Серия монет из недрагоценных металлов и сплавов «Великая Отечественная война 1941-1945 годов»
| Номинал | Год выпуска | Структура                       | Диаметр | Толщина | Гурт    | Годовщина                | Реверс | Аверс | Вид (аверс/реверс) |
| ------- | ----------- | ------------------------------- | ------- | ------- | ------- | ------------------------ | --- | --- | ------------------ |
| 3 рубля | 2021        | сталь с покрытием белым никелем | 24,0 мм | 1,9 мм  | гладкий | 80 лет со дня начала ВОВ | На оборотной стороне монеты: в центре – изображение вечного огня в виде звезды и пламени; внизу – надписи: «22 июня 1941» в две строки и «ДЕНЬ ПАМЯТИ И СКОРБИ» полукругом; в верхней части по кругу надпись «НИКТО НЕ ЗАБЫТ! НИЧТО НЕ ЗАБЫТО!». | На лицевой стороне монеты: в центре – изображение Государственного герба Приднестровской Молдавской Республики; по кругу – надписи: вверху – «ПРИДНЕСТРОВСКИЙ РЕСПУБЛИКАНСКИЙ БАНК», внизу – «3 РУБЛЯ»; в нижней части под гербом – «2021. |                    |

## Юбилейные монеты из драгоценных металлов

### Серия монет из драгоценных металлов «Легенды и сказки народов Приднестровья»
| Номинал    | Год выпуска | Структура         | Диаметр | Толщина | Гурт    | Легенда, сказка | Реверс | Аверс | Вид (аверс/реверс) |
| ---------- | ----------- | ----------------- | ------- | ------- | ------- | --------------- | --- | --- | ------------------ |
| 100 рублей | 2006        | серебро 925 пробы | 32,0 мм | 2,3 мм  | гладкий | Жар-Птица       | На оборотной стороне монеты: в центре изображен сюжет русской народной сказки: Иван–царевич, ухвативший жар-птицу за перо на фоне яблони с осыпающимися яблоками. По кругу: справа вверху надпись “ЖАР- ПТИЦА”, внизу слева на стилизованной ленте - “ПО МОТИВАМ РУССКИХ НАРОДНЫХ СКАЗОК”. | На лицевой стороне монеты: в центре – изображение государственного герба Приднестровской Молдавской Республики. По кругу надписи: вверху – “ПРИДНЕСТРОВСКИЙ РЕСПУБЛИКАНСКИЙ БАНК”, внизу – “100 РУБЛЕЙ”. В нижней части под гербом год выпуска монеты – “2006”. |                    |
| 100 рублей | 2006        | серебро 925 пробы | 32,0 мм | 2,3 мм  | гладкий | Ивасик-Телесик  | На оборотной стороне монеты: в центре изображен главный герой украинской народной сказки Ивасик–Телесик, плывущий в челноке со связкой пойманной рыбы на фоне камышей. По кругу: слева надпись “IВАСИК-ТЕЛЕСИК”, справа – на стилизованной ленте “ЗА МОТИВАМИ УКРАIНСЬКИХ НАРОДНИХ КАЗОК”. | На лицевой стороне монеты: в центре – изображение государственного герба Приднестровской Молдавской Республики. По кругу надписи: вверху – “ПРИДНЕСТРОВСКИЙ РЕСПУБЛИКАНСКИЙ БАНК”, внизу – “100 РУБЛЕЙ”. В нижней части под гербом год выпуска монеты – “2006”. |                    |
| 100 рублей | 2006        | серебро 925 пробы | 32,0 мм | 2,3 мм  | гладкий | Фэт-Фрумос      | На оборотной стороне монеты: в центре персонаж молдавской народной сказки Фэт–Фрумос верхом на коне, побеждающий змея мечём. По кругу: слева надпись “ФЭТ–ФРУМОС”, справа снизу вверх надпись на стилизованной ленте: “ПЕ МОТИВЕЛЕ ПОВЕШТИЛОР ПОПУЛАРЕ МОЛДОВЕНЕШТЬ”.                      | На лицевой стороне монеты: в центре – изображение государственного герба Приднестровской Молдавской Республики. По кругу надписи: вверху – “ПРИДНЕСТРОВСКИЙ РЕСПУБЛИКАНСКИЙ БАНК”, внизу – “100 РУБЛЕЙ”. В нижней части под гербом год выпуска монеты – “2006”. |                    |

### Серия монет из драгоценных металлов «Основатели Приднестровья»
| Номинал   | Год выпуска | Структура                                | Диаметр  | Толщина | Гурт    | Люди         | Реверс | Аверс | Вид (аверс/реверс) |
| --------- | ----------- | ---------------------------------------- | -------- | ------- | ------- | ------------ | --- | --- | ------------------ |
| 20 рублей | 2018        | серебро 925 пробы с цветным изображением | 39,00 мм | 2,9 мм  | гладкий | И.Н. Смирнов | На оборотной стороне монеты: в центре – портрет первого Президента Приднестровской Молдавской Республики И.Н. Смирнова на фоне флага, выполненный в цвете; справа – надпись «И.Н. СМИРНОВ». | На лицевой стороне монеты: в центре – изображение Государственного герба Приднестровской Молдавской Республики; по кругу – надписи: вверху – «ПРИДНЕСТРОВСКИЙ РЕСПУБЛИКАНСКИЙ БАНК», внизу – «20 РУБЛЕЙ»; в нижней части под гербом – год выпуска монеты «2018», ниже – содержание химически чистого металла в граммах, слева – логотип изготовителя, государственное пробирное клеймо, справа – обозначение металла, проба сплава. |                    |